# Championnat du Danemark masculin de handball 2021-2022
Navigation
HTH Herreligaen 2020-2021 HTH Herreligaen 2022-2023
Le Championnat du Danemark masculin de handball 2021-2022 est la 86e édition de cette Championnat du Danemark masculin de handball.
Le GOG Håndbold remporte son huitième titre en battant le Aalborg Håndbold en finale du championnat en remportant le match retour à Aalborg 27-26 à la suite d'un match nul 25-25 durant le match aller.

## Participants
| \| GOG Aalborg Holstebro Bjerringbro-Silkeborg SønderjyskE Skanderborg Skjern Kolding Fredericia Mors-Thy Ribe-Esbjerg Lemvig-Thyborøn Ringsted Aarhus Skive \| Localisation des clubs engagés dans le championnat. |
| GOG Aalborg Holstebro Bjerringbro-Silkeborg SønderjyskE Skanderborg Skjern Kolding Fredericia Mors-Thy Ribe-Esbjerg Lemvig-Thyborøn Ringsted Aarhus Skive                                                           |

| Club                     | Rang 2020-2021 | Salle principale                               | Capacité | Région          |
| ------------------------ | -------------- | ---------------------------------------------- | -------- | --------------- |
| Aalborg Håndbold         | 1er            | Jutlander Bank Arena, Aalborg                  | 5 020    | Jutland du Nord |
| Bjerringbro-Silkeborg    | 2e             | Jysk Arena, Silkeborg                          | 2 600    | Jutland central |
| GOG Håndbold             | 3e             | Phønix Tag Arena, Gudme                        | 2 265    | Danemark du Sud |
| Team Tvis Holstebro      | 4e             | Gråkjær Arena, Holstebro                       | 3 250    | Jutland central |
| SønderjyskE Håndbold     | 5e             | Broager Sparekasse Skansen (en), Sønderborg    | 2 200    | Danemark du Sud |
| Skjern Håndbold          | 6e             | Skjern Bank Arena, Skjern                      | 3 264    | Jutland central |
| Skanderborg Håndbold     | 7e             | Broager Sparekasse Skansen (en), Sønderborg    | 2 200    | Danemark du Sud |
| Kolding IF Håndbold      | 8e             | Blue Water Dokken (en), Esbjerg                | 2 549    | Danemark du Sud |
| Mors-Thy Håndbold        | 9e             | Sparekassen Thy Arena Mors (en), Nykøbing Mors | 2 376    | Jutland du Nord |
| Ribe-Esbjerg HH          | 10e            | Blue Water Dokken (en), Esbjerg                | 2 549    | Danemark du Sud |
| Lemvig-Thyborøn Håndbold | 11e            | Arena Vestjylland Forsikring (en), Lemvig      | 1 400    | Jutland central |
| TMS Ringsted             | 12e            | Ringsted-Hallen, Ringsted                      | 1 600    | Sjælland        |
| Nordsjælland Håndbold    | 1er (D2)       | Helsinge-Hallen, Helsinge                      | 1 600    | Sjælland        |
| Skive fH                 | 2e (D2)        | Interfjord Arena, Skive                        | 2 100    | Jutland central |

## Saison régulière
| Rang | Équipe                   | Pts | J  | G  | N | P  | Bp  | Bc  | Diff | Qualification ou relégation     |
| ---- | ------------------------ | --- | -- | -- | - | -- | --- | --- | ---- | ------------------------------- |
| 1    | GOG                      | 52  | 28 | 25 | 2 | 1  | 929 | 794 | +135 | Qualifié pour les poules hautes |
| 2    | Aalborg Håndbold         | 47  | 28 | 23 | 1 | 4  | 931 | 808 | +123 | Qualifié pour les poules hautes |
| 3    | Skjern Håndbold          | 37  | 28 | 18 | 1 | 9  | 810 | 751 | +59  | Qualifié pour les poules hautes |
| 4    | Skanderborg Håndbold     | 36  | 28 | 17 | 2 | 9  | 800 | 775 | +25  | Qualifié pour les poules hautes |
| 5    | Bjerringbro-Silkeborg    | 33  | 28 | 16 | 1 | 11 | 846 | 805 | +41  | Qualifié pour les poules hautes |
| 6    | Fredericia Håndboldklub  | 29  | 28 | 14 | 1 | 13 | 833 | 831 | +2   | Qualifié pour les poules hautes |
| 7    | Mors-Thy Håndbold        | 26  | 28 | 12 | 2 | 14 | 819 | 798 | +21  | Qualifié pour les poules hautes |
| 8    | Ribe-Esbjerg HH          | 24  | 28 | 12 | 0 | 16 | 798 | 815 | −17  | Qualifié pour les poules hautes |
| 9    | Lemvig-Thyborøn Håndbold | 22  | 28 | 9  | 4 | 15 | 774 | 838 | −64  | Qualifié pour la poule basse    |
| 10   | Nordsjælland Håndbold    | 21  | 28 | 8  | 5 | 15 | 769 | 810 | −41  | Qualifié pour la poule basse    |
| 11   | SønderjyskE Herrer       | 21  | 28 | 9  | 3 | 16 | 779 | 801 | −22  | Qualifié pour la poule basse    |
| 12   | KIF Kolding              | 19  | 28 | 7  | 5 | 16 | 800 | 856 | −56  | Qualifié pour la poule basse    |
| 13   | Team Tvis Holstebro      | 19  | 28 | 9  | 1 | 18 | 820 | 858 | −38  | Qualifié pour la poule basse    |
| 14   | TMS Ringsted (R)         | 19  | 28 | 8  | 3 | 17 | 805 | 872 | −67  | Relégué en Division 1           |
| 15   | Skive fH (R)             | 15  | 28 | 6  | 3 | 19 | 751 | 842 | −91  | Relégué en Division 1           |

## Poules hautes
Les deux premiers de la saison régulière démarrent avec un bonus de 2 points et le 3e et le 4e avec 1 point.
Les deux premiers de chacune des poules hautes sont qualifiés pour les demi finales.

### Poule 1
Le classement de la poule 1 est :
|   | Équipe                | Pts   | J | G | N | P | Bp  | Bc  | Diff |
| - | --------------------- | ----- | - | - | - | - | --- | --- | ---- |
| 1 | GOG Håndbold          | 12 +2 | 6 | 5 | 0 | 1 | 175 | 171 | 4    |
| 2 | Bjerringbro-Silkeborg | 10    | 6 | 5 | 0 | 1 | 184 | 160 | 24   |
| 3 | Skanderborg Håndbold  | 5 +1  | 6 | 2 | 0 | 4 | 165 | 172 | -7   |
| 4 | Ribe-Esbjerg HH       | 0     | 6 | 0 | 0 | 6 | 167 | 188 | -21  |

### Poule 2
Le classement de la poule 2 est :
|   | Équipe            | Pts   | J | G | N | P | Bp  | Bc  | Diff |
| - | ----------------- | ----- | - | - | - | - | --- | --- | ---- |
| 1 | Aalborg Håndbold  | 12 +2 | 6 | 5 | 0 | 1 | 190 | 176 | 14   |
| 2 | Skjern Håndbold   | 9 +1  | 6 | 4 | 0 | 2 | 181 | 163 | 18   |
| 3 | Mors-Thy Håndbold | 4     | 6 | 2 | 0 | 4 | 193 | 193 | 0    |
| 4 | Fredericia HK     | 2     | 6 | 1 | 0 | 5 | 165 | 197 | -32  |

### Phase finale
La première équipe à atteindre trois points remporte l'opposition. 
Les résultats de la phase finale sont :
|  | Demi-finales | Demi-finales          | Demi-finales     | Demi-finales | Demi-finales |   |                  | Finale       | Finale | Finale | Finale | Finale |  |  |  |  |  |  |  |
|  |              |                       |                  |              |              |   |                  |              |        |        |        |        |  |  |  |  |  |  |  |
|  | 1er Poule 1  | GOG Håndbold          | 33               | 27           | 34           |   |                  |              |        |        |        |        |  |  |  |  |  |  |  |
|  | 2e Poule 2   | Skjern Håndbold       | 23               | 30           | 29           |   |                  |              |        |        |        |        |  |  |  |  |  |  |  |
|  | 2e Poule 2   | Skjern Håndbold       | 23               | 30           | 29           |   | –                | GOG Håndbold | 25     | 27     | –      |        |  |  |  |  |  |  |  |
|  |              |                       |                  |              |              |   | –                | GOG Håndbold | 25     | 27     | –      |        |  |  |  |  |  |  |  |
|  |              | –                     | Aalborg Håndbold | 25           | 26           | – |                  |              |        |        |        |        |  |  |  |  |  |  |  |
|  | 1er Poule 2  | –                     | Aalborg Håndbold | 25           | 26           | – | Aalborg Håndbold | 24           | 31     | –      |        |        |  |  |  |  |  |  |  |
|  | 1er Poule 2  |                       |                  |              |              |   | Aalborg Håndbold | 24           | 31     | –      |        |        |  |  |  |  |  |  |  |
|  | 2e Poule 1   | Bjerringbro-Silkeborg | 22               | 26           | –            |   |                  |              |        |        |        |        |  |  |  |  |  |  |  |

#### Demi-finales
| Équipe 1         | Points | Équipe 2              | Match 1 | Match 2 | Match 3 |
| ---------------- | ------ | --------------------- | ------- | ------- | ------- |
| GOG Håndbold     | 4 – 2  | Skjern Håndbold       | 33 – 23 | 27 – 30 | 34 – 29 |
| Aalborg Håndbold | 4 – 0  | Bjerringbro-Silkeborg | 24 – 22 | 26 – 31 | –       |

#### Finale
| Équipe 1     | Points | Équipe 2         | Match 1 | Match 2 | Match 3 |
| ------------ | ------ | ---------------- | ------- | ------- | ------- |
| GOG Håndbold | 3 – 1  | Aalborg Håndbold | 25 – 25 | 27 – 26 | –       |

Le GOG Håndbold est la première équipe à atteindre trois points et est donc déclaré champion du Danemark.
Premier match
| 8 juin 2022 20h30 | GOG Håndbold      | 25 – 25   | Aalborg Håndbold    | Phønix Tag Arena, Gudme Affluence : 1 952 Arbitrage : Pedersen, Nygaard |
| 8 juin 2022 20h30 | Jerry Tollbring 6 | (14 – 11) | Pálmarsson, Claar 4 | Phønix Tag Arena, Gudme Affluence : 1 952 Arbitrage : Pedersen, Nygaard |
| 8 juin 2022 20h30 | ×1 ×4             | Rapport   | ×1 ×3               | Phønix Tag Arena, Gudme Affluence : 1 952 Arbitrage : Pedersen, Nygaard |

Deuxième match
| 12 juin 2022 17h30 | Aalborg Håndbold | 26 – 27   | GOG Håndbold      | Gigantium, Aalborg Affluence : 5 020 Arbitrage : Madsen, Hansen |
| 12 juin 2022 17h30 | trois joueurs 5  | (16 – 13) | Jerry Tollbring 8 | Gigantium, Aalborg Affluence : 5 020 Arbitrage : Madsen, Hansen |
| 12 juin 2022 17h30 | ×4               | Rapport   | ×1 ×3             | Gigantium, Aalborg Affluence : 5 020 Arbitrage : Madsen, Hansen |

#### Match pour la3eplace
| Équipe 1        | Points | Équipe 2              | Match 1 | Match 2 | Match 3 |
| --------------- | ------ | --------------------- | ------- | ------- | ------- |
| Skjern Håndbold | 0 – 4  | Bjerringbro-Silkeborg | 28 – 30 | 31 – 34 | –       |

## Poule basse
Les clubs classés 9e et 10e de la saison régulière démarrent avec un bonus de 2 points et les 11e et 12e avec 1 point.
Le dernier de la poule est alors opposé en barrage de relégation au club de D2 vainqueur de son barrage d'accesssion.

### Phase de poule
Le classement de la poule basse est :
|    | Équipe                   | Pts  | J | G | N | P | Bp  | Bc  | Diff |
| -- | ------------------------ | ---- | - | - | - | - | --- | --- | ---- |
| 9  | SønderjyskE Herrer       | 9 +1 | 4 | 4 | 0 | 0 | 144 | 118 | 26   |
| 10 | Nordsjælland Håndbold    | 7 +2 | 4 | 2 | 1 | 1 | 124 | 121 | 3    |
| 11 | Lemvig-Thyborøn Håndbold | 6 +2 | 4 | 2 | 0 | 2 | 123 | 127 | -4   |
| 12 | KIF Kolding              | 3 +1 | 4 | 0 | 2 | 2 | 122 | 127 | -5   |
| 13 | Team Tvis Holstebro      | 1 +0 | 4 | 0 | 1 | 3 | 121 | 141 | -20  |

### Barrage de relégation
En pré-barrage, l (2e de D2) s'impose 2 à 1 face au Grindsted GIF Håndbold (3e de D2).
Le HØJ Elite est alors opposé au Team Tvis Holstebro qui remporte ses deux matchs (35-26 à domicile et 33-27 à l'extérieur) et  qui est donc maintenu dans l'élite.

## Statistiques et récomponses

### Meilleurs buteurs
Les meilleurs buteurs sont :
| Rang | Joueur                 | Club                  | Buts |
| ---- | ---------------------- | --------------------- | ---- |
| 1    | Jerry Tollbring        | GOG Håndbold          | 203  |
| 2    | Bjarke Christensen     | Mors-Thy Håndbold     | 174  |
| 3    | Martin Risom           | TMS Ringsted          | 167  |
| 4    | Lasse Mikkelsen        | Skjern Håndbold       | 146  |
| 5    | Erik Thorsteinsen Toft | Mors-Thy Håndbold     | 136  |
| 6    | Magnus Bramming        | Team Tvis Holstebro   | 136  |
| 7    | Lukas Sandell          | Aalborg Håndbold      | 136  |
| 8    | Peter Balling          | KIF Kolding           | 135  |
| 9    | Jacob Lassen           | Bjerringbro-Silkeborg | 132  |
| 10   | William Bogojevic      | Bjerringbro-Silkeborg | 132  |

### Équipe-type
L'équipe-type de la saison est :
| Poste           | Joueur               | Équipe                | Votes |
| --------------- | -------------------- | --------------------- | ----- |
| Meilleur joueur | ?                    | ?                     | ? %   |
| Gardien de but  | Christoffer Bonde    | Skjern Håndbold       | 76 %  |
| Ailier gauche   | Jerry Tollbring      | GOG Håndbold          | 68 %  |
| Arrière gauche  | Simon Pytlick        | GOG Håndbold          | 80 %  |
| Demi-centre     | Felix Claar (en)     | Aalborg Håndbold      | 76 %  |
| Arrière droit   | Jacob Lassen         | Bjerringbro-Silkeborg | 51 %  |
| Ailier droit    | Oskar Vind Rasmussen | TMS Ringsted          | 36 %  |
| Pivot           | Oscar Bergendahl     | GOG Håndbold          | 66 %  |